# Квинт Целий Хонорат
Квинт Целий Хонорат (на латински: Quintus Caecilius Honoratus) е сенатор и политик на Римската империя през края на 1 и началото на 2 век.
По времето на император Траян Хонорат е от юни 105 г. суфектконсул заедно с Гай Юлий Квадрат Бас на мястото на умрелия на 24 юни Гней Афраний Декстер.